# Lista de companhias monopolistas portuguesas
Esta é uma lista de empresas monopolistas privilegiadas portuguesas que existiram ao longo da sua história dentro de uma prática económica mercantilista, com indicação das respectivas datas de criação:
- Casa da Guiné (meados do século XV)
- Casa da Índia (1503)
- Companhia da Índia Portuguesa (1549)
- Companhia da Índia Oriental (1628)
- Companhia de Corisco (1648)
- Companhia Geral do Comércio do Brasil (1649-1720)
- Companhia da Costa da Guiné (Companhia do Porto de Palmida, 1664)
- Companhia de Cacheu, Rios e Comércio da Guiné (1675)
- Companhia de Comércio do Maranhão (Companhia do Estanco do Maranhão, 1682-1685)
- Companhia para o Comércio da China (1687)
- Companhia para o Comércio de Timor (1689)
- Companhia de Cacheu e Cabo Verde (1690)
- Companhia da África Ocidental (1697)
- Companhia do Comércio da Ásia Portuguesa (1753)
- Companhia Geral de Comércio do Grão-Pará e Maranhão (1755-1778)
- Companhia Geral de Comércio de Pernambuco e Paraíba (1756)
- Companhia Geral da Agricultura das Vinhas do Alto Douro (Companhia para a Agricultura das Vinhas do Alto Douro, Real Companhia Velha, 1756)
- Companhia Geral das Reais Pescarias do Reino do Algarve (1773)
- Companhia de Comércio da Costa d'África (1780)
- Companhia de Moçambique (primeira) (188?)
- Companhia do Niassa (1890)
- Companhia de Moçambique (segunda) (1891)
- Companhia da Zambézia (1892)
- Companhia do Boror (1892)